# 15 Andromedae
15 Andromedae (15 And / V340 Andromedae) es una estrella de magnitud aparente +5,56 encuadrada en la constelación de Andrómeda.
Incluida a veces dentro de la corriente de estrellas de la Osa Mayor, estudios más recientes ponen en entredicho su pertenencia a dicha asociación.
Se encuentra a 262 años luz del sistema solar.
15 Andromedae es una gigante blanca de tipo espectral A1III.
Aunque tiene una edad aproximada de 130 millones de años —un 3 % de la edad del Sol—, es una estrella evolucionada semejante a Askella (ζ Sagittarii) o a las componentes del sistema ζ Bootis.
Algo más caliente que éstas, 15 Andromedae tiene una temperatura efectiva entre 9020 y 9225 K y una luminosidad 27 veces superior a la luminosidad solar.
Es 2,7 veces más masiva que el Sol y su contenido metálico es notablemente inferior al solar ([Fe/H] = -0,50).
Se encuentra rodeada por un disco de polvo circunestelar, como sugiere un exceso en la emisión de radiación infrarroja tanto a 24 μm como a 70 μm.
Dicho disco de polvo se encuentra a unas 50 UA de la estrella.
15 Andromedae es una variable Delta Scuti que sufre pequeños cambios en su luminosidad debidos a pulsaciones radiales y no-radiales en su superficie.
γ Coronae Borealis y τ  Pegasi son, dentro de esta clase de variables, estrellas similares a 15 Andromedae.
El período de oscilación principal es de 0,040 días (0,97 horas), siendo la variación de brillo de solo 0,0019 magnitudes; un segundo período de 0,045 días ha sido también detectado.
Igualmente se incluye a 15 Andromedae en el grupo de las estrellas Lambda Bootis.
Como variable recibe la denominación de V340 Andromedae.